# Огневая позиция (военное дело)
Огневая позиция — участок местности или водного пространства, занятый, специально подготовленный или выбранный для размещения на нём огневого средства (пулемёта, миномёта, танка, артиллерийского орудия, боевого корабля, подводной лодки и так далее) с целью максимального повышения эффективности огневого воздействия на противника в наступлении и обороне. 
С точки зрения военной науки огневая позиция должна обеспечивать:
- зрительную связь с командиром и соседями;
- скрытый от противника способ сообщения с тылом;
- приемлемый обзор и возможность вести огонь на максимальных дистанциях в различных направлениях;
- максимальное удобство для установки и снятия вооружения;
- хорошую маскировку в любое время суток[3];
- максимальную защиту от воздействия противника.

## Виды огневых позиций в сухопутных войсках

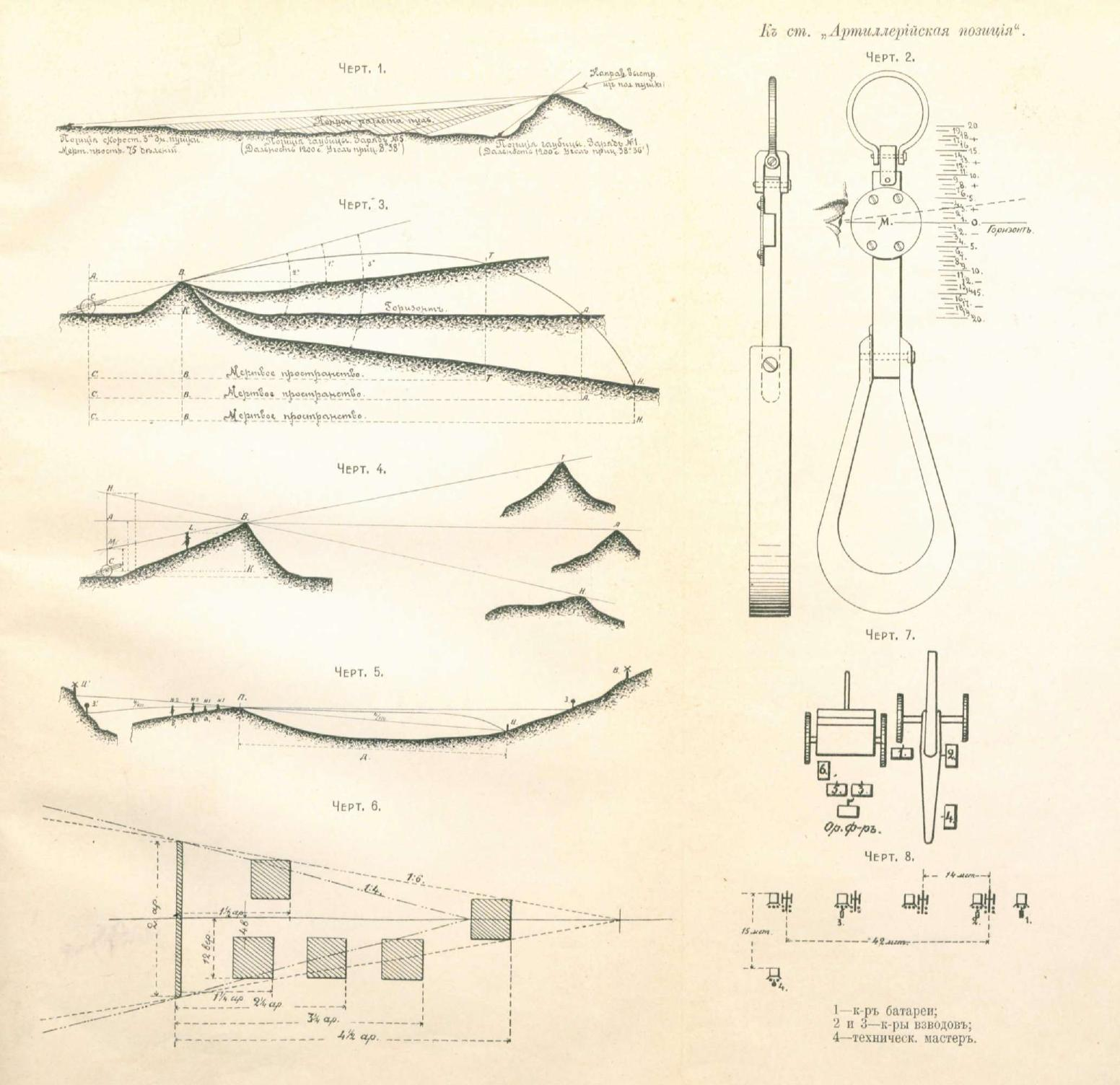
Рисунок из статьи «Артиллерийская позиция»
(«Военная энциклопедия Сытина»)

- Основные — для выполнения основных огневых задач в наиболее ответственные периоды боевого столкновения с противником. Должны обеспечивать защиту от использования оружия массового поражения.
- Запасные — для ведения огня при невозможности использовать основную огневую позицию или при попытках противника оценить оборонительные возможности разведкой боем.
- Временные — позиции, на которых не предусматривается длительное нахождение огневого средства с расчётом[4]; используются для решения ситуационных огневых задач, например — при непосредственной поддержке боевого охранения или подразделений, обороняющих передовую линию; для отражения прощупывающих действий противника (например разведкой боем) и так далее. Подготавливаются с учётом необходимости быстрого перемещения огневых средств на запасные или основные огневые позиции.
- Ложные — для введения противника в заблуждение относительно положения основных огневых позиций. Используются эпизодически, в основном — для привлечения внимания; в этих же целях сооружаются с намеренным нарушением некоторых правил военной маскировки.
- Открытые — позволяют вести огонь прямой наводкой на дальности действительного огня из вооружения любого вида.
- Полузакрытые — имеют с фронта невысокое укрытие, затрудняющее ведения огня прямой наводкой; с таких позиций ведут огонь с использованием простых способов наведения (по вехам, по вспомогательной точке наводки и тому подобное).
- Закрытые — имеют с фронта значительное укрытие, которое не позволяет противнику её обнаружить наземным наблюдением (в том числе — и по вспышкам выстрелов); используются в основном минометными и артиллерийскими подразделениями.
- Скрытые — имеют с фронта надёжное укрытие, не допускающее их обнаружения со стороны противника, но допускающие ведение огня прямой наводкой в заранее выбранных направлениях; используются для ведения флангового или кинжального огня[3].

## Особенности
- Боевой устав артиллерийских войск категорически запрещает использовать в качестве огневых позиций места вблизи выделяющихся местных предметов, значительно упрощающих противнику ориентирование и пристрелку[4].

## Галерея
| Открытая огневая позиция пушки МТ-12 для стрельбы прямой наводкой | Полузакрытая огневая позиция миномёта М224 | Закрытая огневая установка миномёта 81мм миномёта Стокса Схема обустройства позиции | Стационарная открытая огневая позиция гранатомёта АГС-17 на вращающейся опоре для круговой обороны | Скрытая огневая позиция пулемётного расчёта. Долговременная огневая точка (ДОТ) |